# Konstantin Szczerbakow (wojskowy)
Konstantin Josifowicz Szczerbakow, ros. Константин Иосифович Щербаков (ur. 9 sierpnia?/21 sierpnia 1891 w stanicy Naurskaja w Rosji, zm. 22 września 1983 w Richmond) – rosyjski wojskowy (pułkownik), emigracyjny działacz wojskowy, dowódca 3 sotni 1 kozackiego pułku kawalerii Rosyjskiego Korpusu Ochronnego podczas II wojny światowej, emigracyjny ataman wojskowy Kozaków terskich.
Ukończył korpus kadetów we Władykaukazie, a następnie nikołajewską szkołę wojskową. Uczestniczył w I wojnie światowej jako chorąży kizlarsko-grebieńskiej sotni zapasowej. W kwietniu 1915 r. objął dowództwo pododdziału łączności, a następnie 1 sotni 1 terskiego batalionu płastuńskiego (pieszego). 9 stycznia 1916 r. awansował do stopnia sotnika. 10 maja tego roku został odkomenderowany do sztabu 4 kubańskiej brygady płastuńskiej. 30 sierpnia awansował na podesauła. Pod koniec 1917 r. wstąpił do nowo formowanych wojsk białych. Został w stopniu esauła dowódcą sotni 1 terskiego pułku zapasowego, a w 1919 r. straży przybocznej dowodzącego wojskami Północnego Kaukazu. W sierpniu 1920 r. w stopniu starsziny wojskowego brał udział w nieudanym desancie na Kubaniu jako dowódca sotni gwardyjskiego dywizjonu kawalerii Kozaków terskich. W poł. listopada 1920 r. wraz z wojskami białych ewakuował się z Krymu na wyspę Lemnos. Zamieszkał w Bułgarii. Od 1922 r. dowodził formalnie 3 terską sotnią gwardyjską. Następnie przeniósł się do Jugosławii, gdzie formalnie był oficerem dywizjonu lejbgwardii sotni Kozaków kubańskich i terskich. Po zajęciu Jugosławii przez wojska niemieckie w kwietniu 1941 r., wstąpił do nowo formowanego Rosyjskiego Korpusu Ochronnego. Od 1944 r. w stopniu pułkownika dowodził 3 sotnią 1 kozackiego pułku kawalerii. Po zakończeniu wojny w 1946 r. zamieszkał w USA. W latach 1972–1975 pełnił formalną funkcję dowódcy dywizjonu carskiej straży przybocznej, zaś w latach 1973–1981 atamana wojskowego Kozaków terskich.